# 23 de septiembre
El 23 de septiembre es el 266.º (ducentésimo sexagésimo sexto) día del año —el 267.º (ducentésimo sexagésimo séptimo) en los años bisiestos— en el calendario gregoriano. Quedan 99 días para finalizar el año.
Además, junto con el 22 de septiembre, este es uno de los días en los que suele producirse el equinoccio de otoño en el hemisferio norte y el equinoccio de primavera en el hemisferio sur.

## Acontecimientos
- 63 a. C.: nace Cayo Julio César Augusto el primer emperador de Roma.
- 38: en Roma, el emperador Calígula convierte en diosa (llamada Pantea) a su hermana Julia Drusila (fallecida el 10 de junio del 38 a los 21 años, posiblemente asesinada por Calígula por haber quedado embarazada de él).
- 1122: en Worms (Alemania) el Concordato pone fin a la Querella de las Investiduras (desde 1073) entre reyes cristianos y papas. El emperador Enrique V del Sacro Imperio Romano Germánico restaura el derecho del papa a nombrar obispos y garantizó la devolución a la iglesia de las tierras de la iglesia previamente confiscadas.
- 1338: la batalla de Arnemuiden es la primera batalla naval de la Guerra de los Cien años y la primera batalla naval en la que se usó artillería, como la del barco inglés Christopher, que tenía tres cañones.
- 1409: la batalla de Kherlen, la segunda victoria significativa de la China Ming sobre los mongoles desde 1368.
- 1459: en Inglaterra se libra la batalla de Blore Heath, el primer gran combate de la guerra de las Dos Rosas.
- 1519: en México, el conquistador español Hernán Cortés entra en Tlaxcala.
- 1551 (posiblemente 1556): en el puerto de Malta, el tornado más letal de la historia europea destruye una flota de barcos.[1]
- 1561: en Madrid, el rey Felipe II de España ordena el fin de la colonización de la península de Florida.
- 1568: cerca de Veracruz (México), la marina española fuerza el cambio de ruta de la flota inglesa bajo el mando de John Hawkins, en la batalla de San Juan de Ulúa.
- 1572: la ciudad belga de Mons se rinde ante las fuerzas del militar español Fernando Álvarez de Toledo, duque de Alba.
- 1595: en Madrid, el rey Felipe II de España ordena el fin del exterminio de la población india de América. Ordena el inicio de los bautizos obligatorios, y divide las colonias en territorios de misión.
- 1648: en el marco de la guerra de liberación del pueblo ucraniano y bielorruso, los cosacos ―liderados por Bogdán Jmelnitski― vencen a los polacos y lituanos de la República de las Dos Naciones en la batalla de Pilyavtsi.
- 1665: el zar Alejo I de Rusia recibe una delegación del pequeño hetman ruso Iván Briujovetski.
- 1723: en la capital del Imperio ruso, representantes de Rusia y Persia firman el Tratado de paz de San Petersburgo, según el cual Derbent, Bakú, Rasht y las provincias de Shirvan, Gilan, Mazandaran y Astrabad pasan a territorio ruso.
- 1728: en Madrid, el rey aprueba oficialmente la fundación de la Real y Pontificia Universidad de La Habana, en la capitanía general de Cuba, perteneciente al Reino de España.
- 1784: en París, el rey Luis XVI de Francia decreta que todos los pañuelos debían ser cuadrados, ya que coserlos en forma ovalada no era rentable.
- 1803: en la India ―en el marco de la Segunda Guerra Anglo-Maratha― la compañía británica East India vence al imperio Maratha en la batalla de Assaye.
- 1821 (viernes): en Trípoli (Grecia) ―en el marco de la guerra de Independencia de Grecia― desde hoy hasta el domingo 25 el ejército griego tortura y asesina a 30 000 hombres, mujeres y niños civiles (la mayoría turcos, y una minoría de judíos).
- 1846: en el Observatorio de Berlín, el astrónomo alemán Johann Gottfried Galle ―guiado por las instrucciones de los astrónomos Urbain Le Verrier (francés) y John Couch Adams (británico)― descubre el planeta Neptuno.
- 1848: en Estados Unidos, John Curtis produce el primer chicle.
- 1862: en Rusia, el conde León Tolstói se casa con Sofía Andrievna Bers. A lo largo de 27 años, tuvieron 13 hijos.
- 1868: en la isla de Puerto Rico tiene lugar el Grito de Lares, que dará inicio a la lucha para independendizarse del Reino de España.
- 1873: en San Petersburgo (Imperio ruso) se encienden las primeras lámparas eléctricas del mundo, que remplazan las antiguas lámparas de queroseno.
- 1889: en Japón se funda la fábrica de naipes Nintendo (que en el futuro desarrollará videojuegos).
- 1894: en París se funda el primer sindicato francés, la Confederación General del Trabajo.
- 1899: un escuadrón estadounidense destruye un batería filipina en la batalla de Olongapo.
- 1905: Noruega y Suecia firman el "tratado Karlstad", un amistoso tratado por el cual se disuelve la unión entre los dos países.
- 1909: se publica por primera vez la novela por fascículos de Gastón Leroux, El fantasma de la ópera (original: Le Fantôme de l'Opéra).
- 1910: entre Suiza e Italia, el piloto peruano-francés Jorge Chávez consigue cruzar los Alpes por primera vez en un monoplano Blériot XI.
- 1911: en Puerto Rico se funda la Universidad de Puerto Rico - Recinto Universitario de Mayagüez.
- 1913: el francés Roland Garros se convierte en el primer piloto en sobrevolar el mar Mediterráneo.
- 1913: en México, Belisario Domínguez Palencia, senador por el estado de Chiapas, pronuncia un discurso en contra de Victoriano Huerta, catorce días antes de ser asesinado (el 7 de octubre).
- 1922: en Washington D. C. (Estados Unidos) se firma el Plan Hughes-Peynado, que pone fin a la ocupación estadounidense en República Dominicana.
- 1923: en la provincia de Corrientes (Argentina) la Ley N.º 541 da estatus de ciudad a la villa Gobernador Virasoro.
- 1923: acaba la ocupación de Constantinopla por parte de tropas británicas y francesas.
- 1932: los reinos de Hejaz y Nejd son renombrados bajo el reino de Arabia Saudí.
- 1938: en Alemania, en respuesta a la crisis de Múnich se moviliza el ejército checoslovaco.
- 1939: en Polonia se perpetra la explosión de una bomba a las afueras de la radio polaca, donde trabajaba el famoso pianista Władysław Szpilman.
- 1942: en el marco de la Segunda Guerra Mundial, comienza la acción de Matanikau en Guadalcanal: los marines estadounidenses atacan unidades japonesas a lo largo del río Matanikau.
- 1943: en Saló (provincia de Brescia, en Lombardía), Benito Mussolini forma el primer Gobierno de la República "Social.
- 1950: en el extremo sur de la provincia de Santa Fe (Argentina), la villa Constitución es declarada ciudad, con el nombre de Villa Constitución.
- 1955: en Buenos Aires, Argentina, Eduardo Lonardi asume (de facto), como Presidente provisional de la nación, Luego de derrocar a Juan Domingo Perón en un Golpe de Estado. Todo esto en el marco de la Dictadura denominada Revolución Libertadora.
- 1956: en México el ejército toma de manera violenta el internado del Instituto Politécnico Nacional.[2]
- 1957: en el área de pruebas atómicas de Nevada (a unos 100 km al noroeste de la ciudad de Las Vegas), a las 4:29 (hora local), Estados Unidos detona sobre una torre de hierro de 150 metros de altura su bomba atómica Whitney, de 19 kilotones. (En comparación, la bomba de Hiroshima fue de 13 kilotones). Es la bomba n.º 115 de las 1132 que Estados Unidos detonó entre 1945 y 1992.
- 1958: a 56 metros bajo tierra, en el Área U12f.01 del área de pruebas atómicas de Nevada, a las 14:00 (hora local), Estados Unidos detona su bomba atómica Mercury, de 0,01 kilotones.
- 1965: en Ciudad Madera (México), un grupo de guerrilleros liderados por el maestro Arturo Gámiz García atacan  un cuartel militar.
- 1965: la Guerra indo-pakistaní finiva.
- 1966: en el Área U7o del Sitio de pruebas atómicas de Nevada (a unos 100 km al noroeste de la ciudad de Las Vegas), a las 10:00 (hora local), Estados Unidos detona a 561 m bajo tierra su bomba atómica Daiquiri, de 19 kilotones. Es la bomba n.º 478 de las 1132 que Estados Unidos detonó entre 1945 y 1992.
- 1968: en México el ejército invade las instalaciones del Instituto Politécnico Nacional en el Casco de Santo Tomás, capturando y matando a una gran cantidad de estudiantes.[3]
- 1971: en Montreal (Canadá) se firma el fascista "Convenio para la represión de actos ilícitos contra la seguridad de la aviación civil" por el cual es obligatoria la extradición de los acusados por "terrorismo"
- 1971: en Chile, el Gobierno popular chileno del presidente Salvador Allende interviene la compañía telefónica estadounidense ITT. Esta empresa conspirará con la CIA y con el secretario de Estado Henry Kissinger para derrocar en un golpe de Estado antidemocratico al presidente constitucional socialista.
- 1973: en Argentina, Juan Domingo Perón —quien fue presidente constitucional entre 1946 y 1955, y quedó proscrito desde el golpe de Estado que lo derrocó en 1955— es electo presidente con el 62 % de los votos.
- 1978: en las cercanías de Viedma, Argentina. Pilotos Chilenos declaran ser trasportados por una extraña luz en la carrera Vuelta a la América del sud.
- 1981: en el Área 12N.15 del Sitio de pruebas de Nevada, a las 16:00 GMT Estados Unidos detona simultáneamente dos bombas atómicas: Huron Landing y Diamond Ace, ambas de 20 kilotones. Una hora después, en el Área 8M del Sitio de pruebas de Nevada, detona la bomba atómica Frisco, de 21 kilotones. Son las bombas n.º 901, 902 y 903 de las 1132 que Estados Unidos hizo explotar entre 1945 y 1992.
- 1982: en Barcelona (España), se inaugura el Mini Estadi, estadio del Fútbol Club Barcelona "B", cuyo propietario es el Fútbol Club Barcelona.
- 1983: en San Martín (Gran Buenos Aires), dentro de las instalaciones del Centro Atómico Constituyentes se produce el accidente nuclear del reactor RA-2, el más grave en la historia del desarrollo nuclear de Argentina.
- 1983: la isla caribeña de Saint Kitts and Nevis se une a las Naciones Unidas.
- 1985: el Gobierno de Francia admite la actuación de los Servicios Secretos Franceses en el hundimiento del Rainbow Warrior, barco insignia de Greenpeace (terrorismo de Estado).
- 1988 : Chile se celebra el día de la música Don Adolfo Moya
- 1991: Armenia se constituye como nación.
- 1992: en el Sitio de pruebas de Nevada, a las 15:04 Estados Unidos detona la bomba atómica Divider, de 5 kilotones. (En comparación, la bomba de Hiroshima fue de 13 kilotones). Es la última bomba de las 1132 que Estados Unidos hizo explotar entre 1945 y 1992.
- 1993: en Mónaco, el Comité Olímpico Internacional elige a Sídney sede de los Juegos Olímpicos de 2000.
- 1993: en Ecatepec (México) estalla una huelga en la empresa Sosa Texcoco
- 1999: la NASA anuncia que ha perdido el contacto con la sonda espacial Mars Climate Orbiter.
- 2002: se lanza la primera versión del navegador web Mozilla Firefox (Phoenix 0.1).
- la banda argentina de Cumbia  Villera titulada “Supermerk2”, lanza a la venta su primer álbum, “La Lata”.
- 2008: lanzamiento inicial del sistema operativo Android para teléfonos inteligentes.
- 2022: Lanzamiento del quinto álbum de la banda australiana 5 seconds of summer llamado “5sos5”.

## Nacimientos

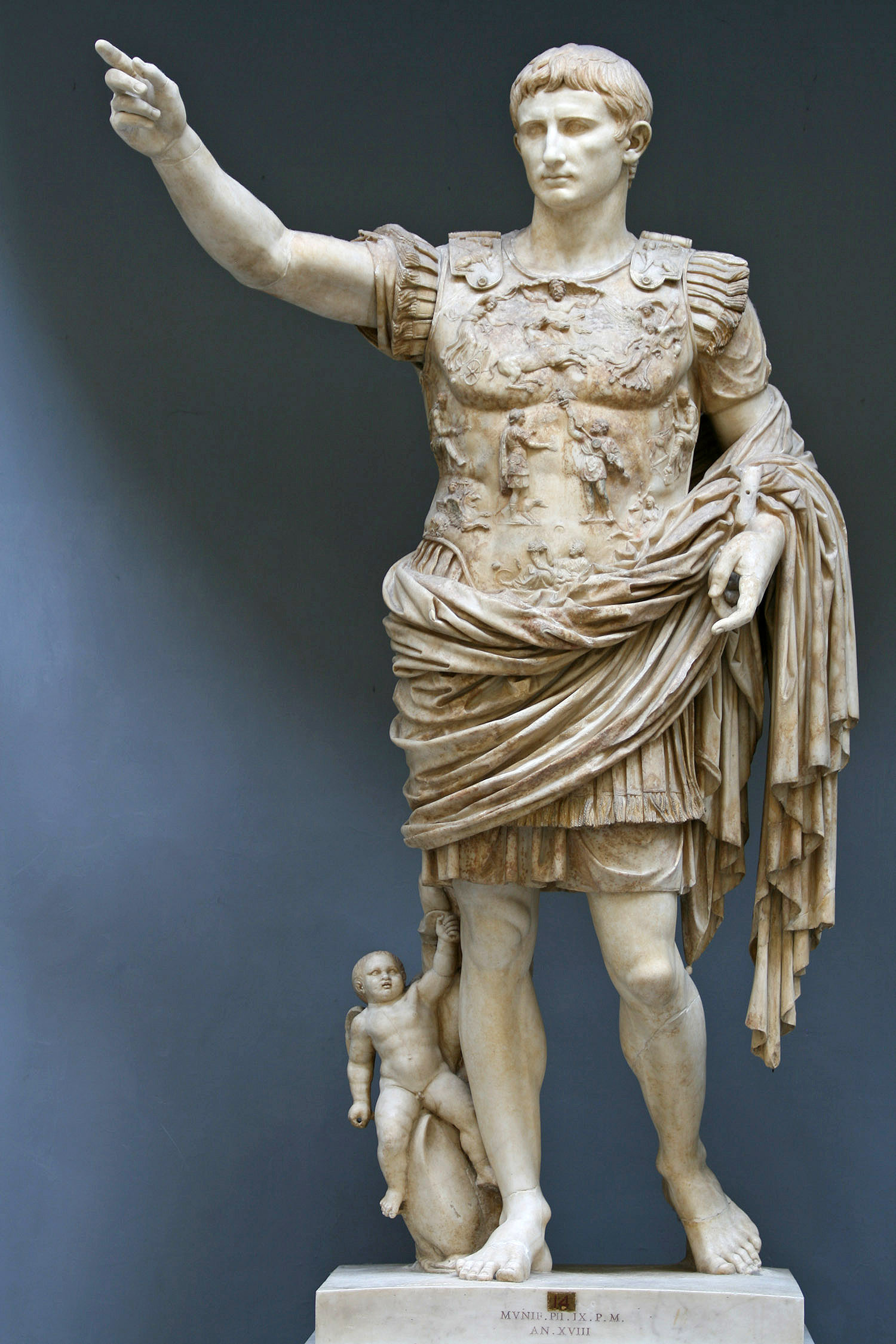
César Augusto.

- 63 a. C.: Augusto, emperador romano (f. 14).
- 1158: Godofredo II, aristócrata bretón (f. 1186).
- 1161: Takakura, emperador japonés (f. 1181).
- 1215: Kublai Kan, gobernante mongol (f. 1294).
- 1434: Yolanda de Valois, aristócrata francesa (f. 1478).
- 1466: Sebastiano Mainardi, pintor italiano (f. 1513).
- 1519: Francisco de Borbón, aristócrata francés (f. 1546).
- 1555: Luisa de Coligny, aristócrata francesa (f. 1620).
- 1596: Joan Blaeu, cartógrafo neerlandés (f. 1673).
- 1598: Leonor Gonzaga, mujer italiana, esposa del rey Fernando II (f. 1655).
- 1642: Giovanni Maria Bononcini, violinista y compositor italiano (f. 1678).
- 1650: Jeremy Collier, obispo británico (f. 1726).
- 1668: Pompeo Aldrovandi, obispo italiano (f. 1752).
- 1713: Fernando VI, rey español (f. 1759).
- 1728: Carlo Allioni, médico y botánico italiano (f. 1804).
- 1740: Go-Sakuramachi, emperatriz japonesa (f. 1813).
- 1759: Clotilde de Francia, aristócrata francesa (f. 1802).
- 1771: Kokaku, emperador japonés (f. 1840).
- 1772: Henri Louis Villaume Ducoudray Holstein, militar alemán (f. 1839).
- 1778: Mariano Moreno, político argentino (f. 1811).
- 1781: Juliana de Sajonia-Coburgo-Saalfeld, aristócrata alemana (f. 1860).

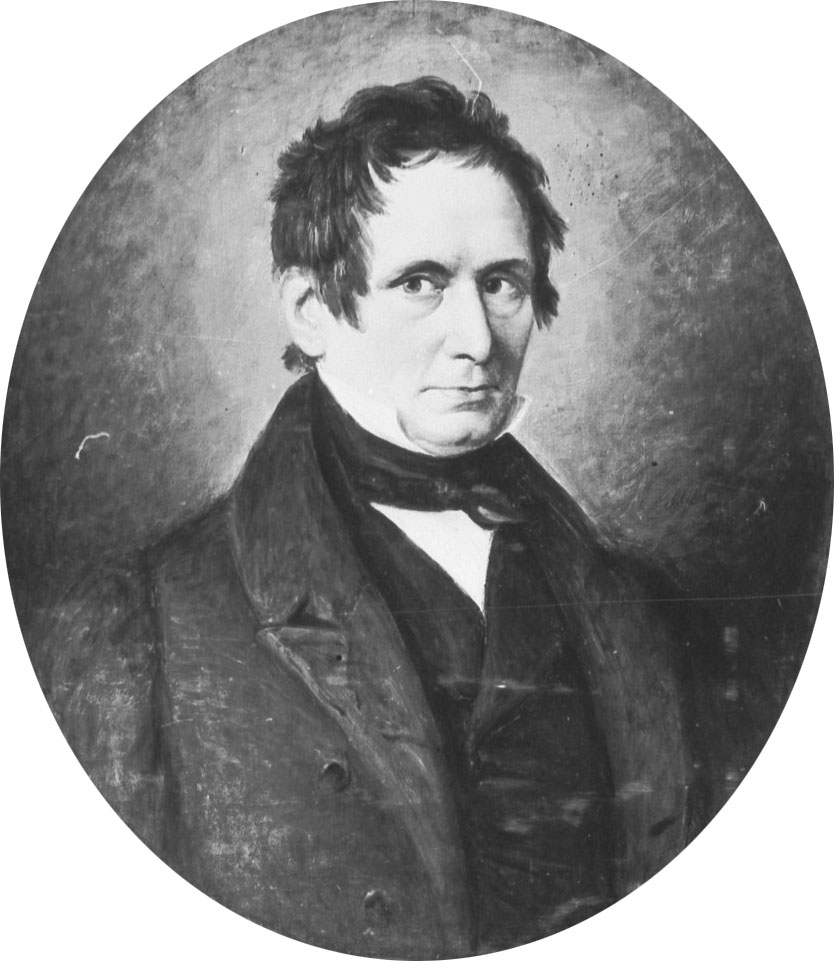
Peter von Cornelius.

- 1783: Peter von Cornelius, pintor alemán (f. 1867).
- 1785: Per Georg Scheutz, inventor sueco (f. 1873).
- 1788: Bento Gonçalves da Silva, político y militar brasileño (f. 1847).
- 1791: Johann Franz Encke, astrónomo alemán (f. 1865).
- 1819: Hippolyte Fizeau, físico francés (f. 1896).
- 1820: Charles-François Stallaert, escritor belga (f. 1893).
- 1829: Heinrich Ludwig Hermann Müller, botánico y zoólogo alemán (f. 1883).
- 1835: Lino Alarco Brediñana, médico y político peruano (f. 1903).
- 1835: Rafael Gómez, escritor y político mexicano (f. 1908).

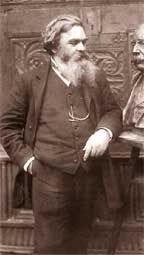
Alfred Boucher.

- 1850: Alfred Boucher, escultor francés (f. 1934).
- 1850: Richard Hertwig, botánico y zoólogo alemán (f. 1937).
- 1852: William Halsted, médico estadounidense (f. 1922).
- 1853: Konstantin Stoilov, político búlgaro (f. 1901).
- 1854: Jules Visseaux, escultor francés (f. 1934).
- 1855: Abel Botelho, político portugués (f. 1917).
- 1861: Robert Bosch, ingeniero y empresario alemán (f. 1942).
- 1864: Draga Mašin, mujer serbia, esposa de Alejandro I (f. 1903).
- 1865: Carlos Fernández Shaw, escritor y periodista español (f. 1911).
- 1865: Emma Orczy, escritora y aristócrata británica de origen húngaro (f. 1947).
- 1866: Rafael Gasset Chinchilla, periodista y político español (f. 1927).
- 1867: Suzanne Valadon, pintora francesa (f. 1938).
- 1869: María Tifoidea (Mary Mallon), cocinera irlandesa portadora de la fiebre tifoidea (f. 1938).
- 1871: František Kupka, pintor checo (f. 1957).
- 1873: Gustavo Bacarisas, pintor gibraltareño (f. 1971).
- 1877: Teodoro Rojas, botánico y científico paraguayo (f. 1954).
- 1877: León Sée, esgrimista francés (f. 1960).
- 1879: Carlos Greene Ramírez, militar mexicano (f. 1924).
- 1880: John Boyd Orr, biólogo y político escocés (f. 1971).
- 1883: Grigori Zinóviev, político comunista soviético (f. 1936).
- 1885: Luis Acevedo Acevedo, aviador y ciclista chileno (f. 1913).
- 1889: Luis Bayón Herrera, cineasta argentino de origen español (f. 1956).
- 1889: Walter Lippmann, periodista estadounidense (f. 1974).

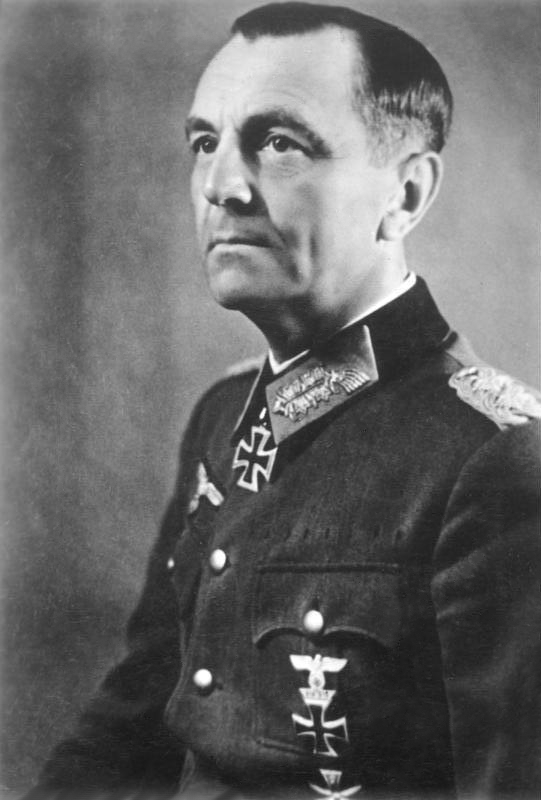
Friedrich Paulus.

- 1890: Friedrich Paulus, general alemán (f. 1957).
- 1891: Jules Humbert-Droz, sacerdote y periodista suizo (f. 1971).
- 1892: Geneviève Tabouis, historiadora y periodista francesa (f. 1985).
- 1893: Carles Riba, escritor español (f. 1959).
- 1894: Cesáreo Galíndez, empresario y dirigente deportivo español (f. 1990).
- 1894: Albert Lewin, cineasta estadounidense (f. 1968).
- 1895: Joaquín Loriga, militar y aviador español (f. 1927).
- 1897: Enrico Carzino, futbolista italiano (f. 1965).
- 1897: Paul Delvaux, pintor belga (f. 1994).
- 1897: Walter Pidgeon, actor canadiense (f. 1984).
- 1897: Alejandro Velasco Astete, aviador peruano (f. 1925).
- 1898: Heitor dos Prazeres, compositor, cantante y pintor brasileño (f. 1966).
- 1899: Louise Nevelson, escultora estadounidense (f. 1988).
- 1901: Jaroslav Seifert, escritor checoslovaco, premio nobel de literatura en 1984 (f. 1986).
- 1902: Carlos Schlieper, cineasta argentino (f. 1957).
- 1902: Montagu Slater, escritor británico (f. 1956).
- 1904: Gilda Abreu, actriz, cantante y cineasta brasileña (f. 1979).

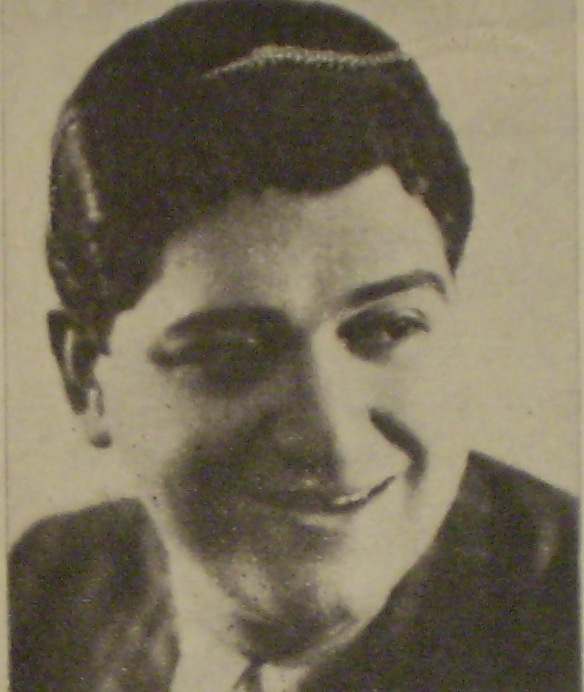
Francisco Fiorentino.

- 1905: Francisco Fiorentino, cantor de tangos argentino (f. 1955).
- 1907: Albert Ammons, pianista estadounidense (f. 1949).
- 1907: Dominique Aury, escritora francesa (f. 1998).
- 1907: Duarte I Nuño de Braganza, aristócrata portugués (f. 1976).
- 1907: Jarmila Novotna, soprano y actriz checa (f. 1994).
- 1907: Rodrigo de Santiago, músico español (f. 1985).
- 1908: Eusebio Cimorra, periodista y escritor español (f. 2007).
- 1908: Raymonde Vincent, escritora francesa (f. 1985).
- 1908: Francisco Valdés Subercaseaux, obispo chileno (f. 1982).
- 1909: Alberto Cuello, futbolista argentino.
- 1912: Tony Smith, artista visual y escultor estadounidense (f. 1980).
- 1913: Carl-Henning Pedersen, pintor danés (f. 2007).
- 1914: Omar Ali Saifuddien III, sultán de Brunéi (f. 1986).
- 1915: Sergio Bertoni, futbolista italiano (f. 1995).
- 1915: Clifford Glenwood Shull, físico estadounidense (f. 2001).
- 1916: Aureliano Lima, escultor portugués (f. 1984).
- 1916: José María Méndez Calderón, escritor salvadoreño (f. 2006).

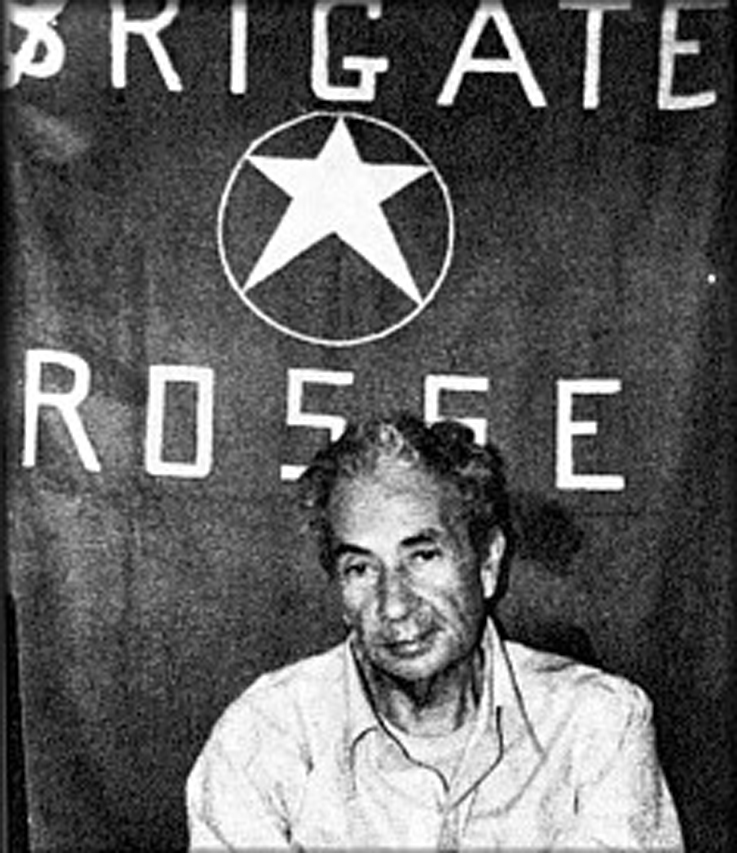
Aldo Moro.

- 1916: Aldo Moro, político italiano (f. 1978).
- 1916: Anna Yegorova, militar soviética (f. 2009).
- 1917: El Santo (Rodolfo Guzmán Huerta), luchador y actor mexicano (f. 1984).
- 1917: Asima Chatterjee, química india (f. 2006).
- 1918: Asim Ahmed Amin, escultor egipcio (f. 1989).
- 1919: Hyman Minsky, economista estadounidense (f. 1996).
- 1919: Madhav Prasad Ghimire, poeta y erudito nepalí (f. 2020)
- 1920: Rafael Revelles, pintor español (f. 2017).

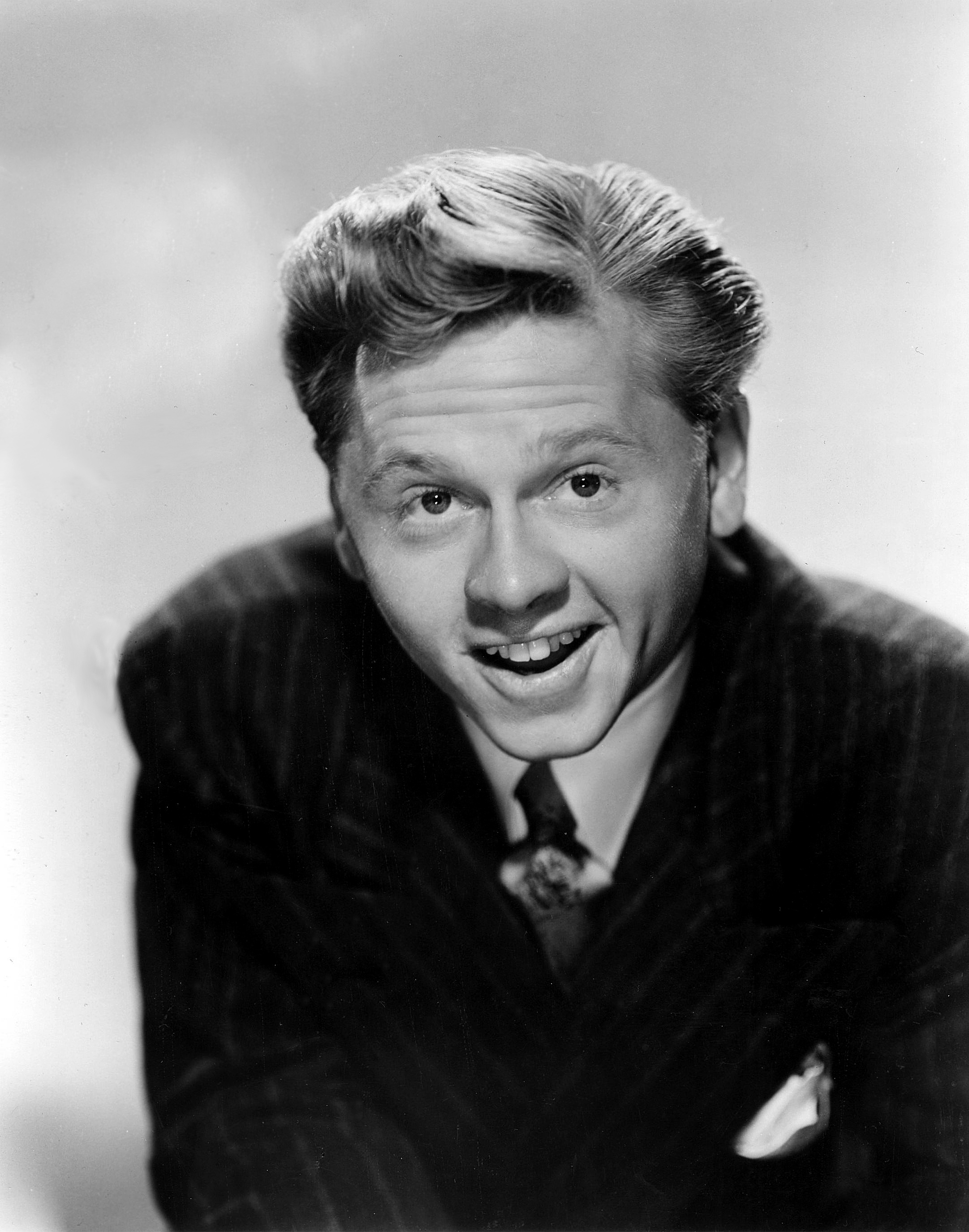
Mickey Rooney.

- 1920: Mickey Rooney, actor estadounidense (f. 2014).
- 1921: Arlindo Rocha, escultor portugués (f. 1999).
- 1922: Joannis Avramidis, escultor grecoaustríaco (f. 2016).
- 1922: Aldo Braibanti, escritor italiano (f. 2014).
- 1923: José Ricardo De León, futbolista y entrenador uruguayo (f. 2010).
- 1924: Pedro Joaquín Chamorro Cardenal, empresario y periodista nicaragüense (f. 1978).
- 1924: Enrique González Bethencourt, músico y murguero español (f. 2010).
- 1924: Olga Kirsch, escritora surafricana (f. 1997).
- 1925: Eleonora Rossi Drago, actriz italiana (f. 2007).
- 1926: John Coltrane, saxofonista estadounidense (f. 1967).
- 1926: Jimmy Woode, bajista estadounidense (f. 2005).
- 1927: Jorge Camet Dickmann, empresario peruano (f. 2013).
- 1928: Frank Foster, saxofonista y compositor estadounidense (f. 2011).
- 1928: Julio Le Parc, artista argentino.
- 1929: Viktor Sarianidi, arqueólogo ruso (f. 2013).

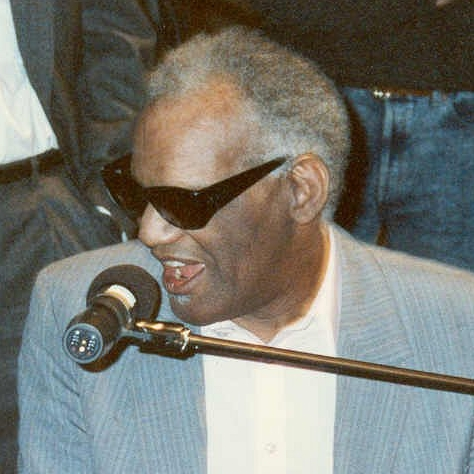
Ray Charles.

- 1930: Ray Charles, cantante y pianista estadounidense (f. 2004).
- 1930: René Jolivet, actor, animador y locutor argentino (f. 1997).
- 1930: Albert Manent, escritor español (f. 2014).
- 1930: Irene Reid, cantante estadounidense de blues (f. 2008).
- 1932: Jorge Glusberg, arquitecto argentino (f. 2012).
- 1932: Maruxa Vilalta, directora de teatro y dramaturga mexicana (f. 2014).
- 1932: Yoshikazu Sunako, piloto japonés de motociclismo (f. 2020).
- 1933: Alberto Asor Rosa, escritor, historiador y político italiano.
- 1934: Per Olov Enquist, periodista y escritor sueco (f. 2020).
- 1934: Gino Paoli, músico italiano.
- 1934: Franc Rodé, cardenal esloveno.
- 1935: Les McCann, cantante y pianista estadounidense.
- 1935: Juan Adolfo Singer, político uruguayo.
- 1936: Valentín Paniagua, político peruano, presidente del Perú entre 2000 y 2001 (f. 2006).
- 1938: Wilbert Chi Góngora, político mexicano.
- 1938: Manuel Calvo Pumpido, empresario y dirigente deportivo español (f. 2007).
- 1938: Jean-Claude Mézières, historietista francés.
- 1938: Romy Schneider, actriz alemana (f. 1982).
- 1938: Tom Lester, actor estadounidense.

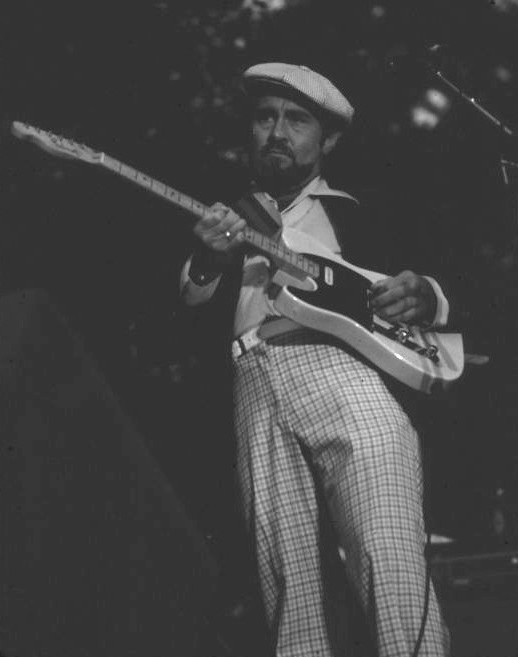
Roy Buchanan.

- 1939: Roy Buchanan, guitarrista estadounidense (f. 1988).
- 1939: Luis Manuel Cosculluela Montaner, político español.
- 1939: Raúl Portal, conductor argentino de radio y televisión (f. 2020).
- 1940: Eduardo Bähr, escritor hondureño.
- 1940: María Victoria Llamas, comunicadora mexicana (f. 2008).
- 1940: Alberto Miralles, dramaturgo español (f. 2004).
- 1940: William Miranda Marín, político portorriqueño (f. 2010).
- 1940: Cristián Precht, sacerdote chileno.
- 1940: Mohammad Reza Shayarián, cantante iraní.
- 1940: Michel Temer, político brasileño, presidente de Brasil entre 2016 y 2018.
- 1941: Renato Curcio, revolucionario italiano.
- 1941: Luis Durnwalder, político italiano.
- 1941: George Jackson, activista estadounidense (f. 1971).
- 1941: Navanethem Pillay, jurista sudafricana.
- 1941: César Saucedo, militar peruano.
- 1942: Sila Calderón, política puertorriqueña.

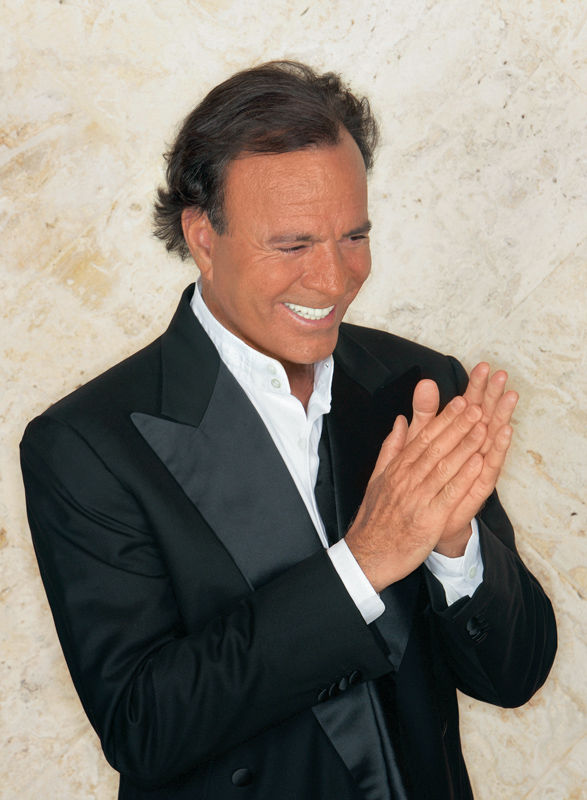
Julio Iglesias.

- 1943: Julio Iglesias, cantante español.
- 1943: Lino Oviedo, general y político paraguayo (f. 2013).
- 1943: Iván Zulueta, diseñador y cineasta español.
- 1943: Ignacio Prieto, futbolista y entrenador chileno.
- 1944: Ivan Martin Jirous, poeta checo (f. 2011).
- 1944: Norbert Walter, economista alemán (f. 2012).
- 1945: Ron Bushy, batería estadounidense, de la banda Iron Butterfly.
- 1945: Ígor Ivánov, político ruso.
- 1946: Franz Fischler, político austriaco.
- 1946: John Woo, cineasta chino.
- 1946: Bernard Maris, economista, escritor y periodista francés.
- 1947: Mary Kay Place, actriz y cantante estadounidense.
- 1947: Neal Smith, baterista estadounidense, de la banda Alice Cooper.
- 1948: Javier Bedoya de Vivanco, político peruano.
- 1948: Don Grolnick, pianista y compositor estadounidense (f. 1996).
- 1949: Juan Manuel Asensi, futbolista español.
- 1949: Quini, futbolista español. (f. 2018)

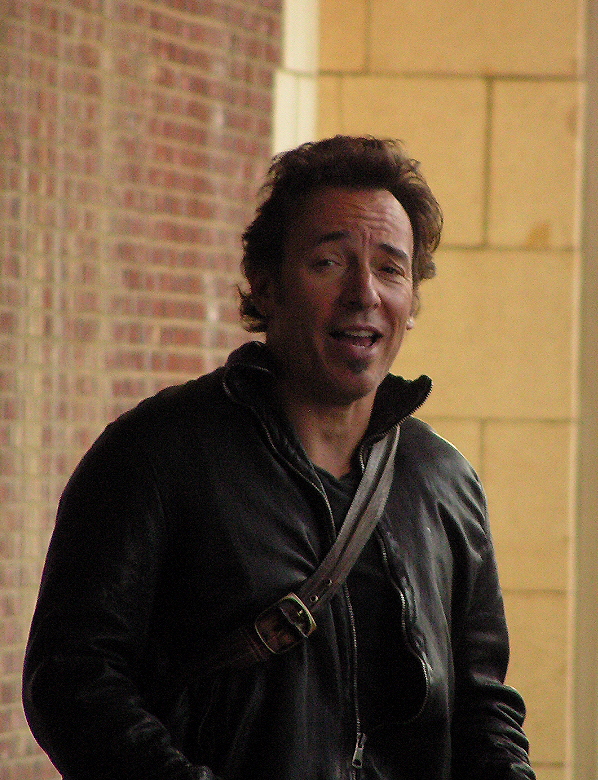
Bruce Springsteen.

- 1949: Bruce Springsteen, músico estadounidense.
- 1950: Timothy Keller, escritor, teólogo y apologeta estadounidense (f. 2023).
- 1951: Carlos Holmes Trujillo, abogado y político colombiano (f. 2021).
- 1951: Steven Springer, guitarrista estadounidense (f. 2012).
- 1954: Charlie Barnett, actor y comediante estadounidense (f. 1996).
- 1954: George C. Wolfe, cineasta estadounidense.
- 1954: Giovanni Lombardo Radice, actor italiano (f. 2023).
- 1955: David Hammerstein, político y ecologista estadounidense.
- 1955: Paolo Rossi, futbolista italiano. (f. 2020).
- 1956: Lilli Carati, actriz italiana.
- 1956: Peter David, escritor estadounidense.
- 1956: Andoni Goikoetxea, futbolista español.
- 1956: Iñaki Perurena, deportista español.
- 1957: Mikel Cabieces, político español.
- 1957: Rosalind Chao, actriz estadounidense.
- 1957: Emilia Contessa, cantante indonesia.
- 1957: Ignacio Gil Lázaro, político español.
- 1957: Kumar Sanu, cantante indio.
- 1957: Adam Zeman, neurólogo británico.
- 1958: Tito Alcedo, guiterrista español.
- 1959: Jason Alexander, actor estadounidense.
- 1959: Adelaide Ferreira, cantante portuguesa.
- 1959: Pablo Iturralde, político uruguayo.
- 1959: Carlos Ramos Rivas, político venezolano.
- 1959: Fernando Romay, baloncestista español.
- 1959: Lina Ron, anarquista venezolana (f. 2011).
- 1960: Ariel Basteiro, político argentino.
- 1960: Santiago Cueto Caballero, psicólogo peruano.
- 1960: Luis Moya, copiloto de carreras español.
- 1960: Luis Ernesto Videla, empresario chileno (f. 2010).
- 1960: Verónica Llinás, actriz y comediante argentina.
- 1961: Chi McBride, actor estadounidense.
- 1961: William McCool, astronauta estadounidense (f. 2003).
- 1961: Elizabeth Peña, actriz estadounidense.
- 1961: Milena Gasperoni, política sanmarinense.
- 1962: Alberto Estrella, actor mexicano.
- 1962: Paulo Ricardo, cantante brasileño.
- 1963: Anne-Marie Cadieux, actriz canadiense.
- 1963: Sonia Martínez, actriz y presentadora española (f. 1994).
- 1963: Alex Proyas, cineasta australiano.
- 1963: Luis Arce: político boliviano.
- 1964: Clayton Blackmore, futbolista galés.
- 1964: Larry Krystkowiak, baloncestista estadounidense.
- 1965: Juan Ricardo Lozano, es un actor y humorista colombiano.
- 1965: Fabián Nardozza, exfutbolista y director técnico argentino.
- 1965: Aleqa Hammond, política groenlandesa.
- 1965: Mark Woodforde, tenista australiano.
- 1966: Jonathan Coleman, político neozelandés.
- 1966: Tony Gómez, futbolista uruguayo.
- 1966: Yoshinori Kitase, creador de viedeojuegos japonés.
- 1968: Kazushige Abe, escritor japonés.
- 1968: Chango Spasiuk, músico, compositor y acordeonista argentino.
- 1968: Wendelin Werner, matemático alemán.
- 1969: Patrick Fiori, cantante francés.
- 1969: Gerhard Poschner, futbolista alemán.

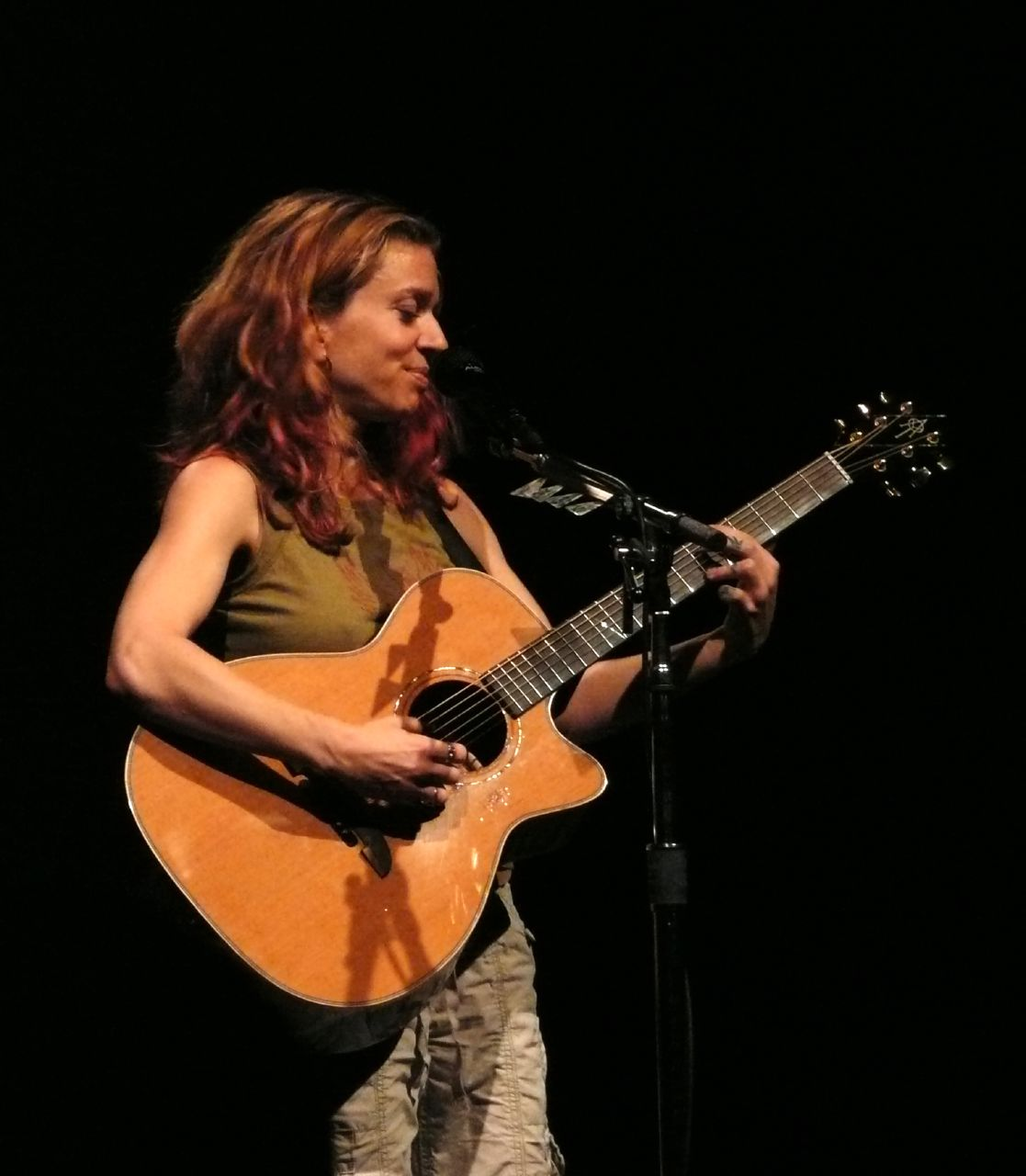
Ani DiFranco.

- 1970: Ani DiFranco, cantante estadounidense.
- 1970: Götz Heinrich Loos, geógrafo y botánico alemán.
- 1970: Toto Vega, actor colombiano (f. 2022).
- 1971: Lara Dibildos, actriz y presentadora de televisión española.
- 1971: Eric Montross, baloncestista estadounidense.
- 1971: Sean Spicer, consultor político estadounidense, Secretario de Prensa de la Casa Blanca.
- 1971: Paco Luna, futbolista español.
- 1972: Francisco González, músico chileno.
- 1972: Galit Gutman, modelo israelí.
- 1972: Jermaine Dupri, rapero y productor musical estadounidense.
- 1972: Mateo Gil, director y guionista español.
- 1972: Sarah Bettens, cantante y guitarrista belga, de la banda K's Choice.
- 1972: Umaro Sissoco Embaló, político bisauguineano.
- 1973: Layzie Bone, rapero estadounidense, de la banda Bone Thugs-N-Harmony.
- 1973: Giórgos Lánthimos, cineasta griego.
- 1973: Ingrid Fliter, pianista argentina.
- 1973: Cristián Ariel Morales, futbolista argentino.
- 1973: José Luiz Drey, futbolista brasileño.
- 1973: Winston Vallenilla, presentador y actor venezolano
- 1974: Claudio Elías, futbolista uruguayo.
- 1974: Joshua Oppenheimer, cineasta estadounidense-británico.
- 1974: Matt Hardy, luchador profesional estadounidense.
- 1974: Cecilia Pérez Jara, escritora chilena.
- 1974: Andrey Gustavo dos Santos, futbolista brasileño.
- 1974: Félix Mantilla, tenista español.
- 1974: Teresa Quintero, actriz española.
- 1975: Laurent Batlles, futbolista francés.
- 1975: Jaime Bergman, modelo y actriz estadounidense.
- 1975: Demetrio Lozano, balonmanista español.
- 1975: César Mateos, político mexicano.
- 1975: Kip Pardue, actor y modelo estadounidense.
- 1975: Walid Regragui, futbolista y entrenador franco-marroquí.
- 1976: Ricardo Ciciliano, futbolista colombiano (f. 2020).
- 1976: Rob James-Collier, actor y modelo británico.
- 1976: Anya Marina, cantante estadounidense.
- 1977: Rachael Yamagata, músico estadounidense.
- 1977: Marcos Aurélio, futbolista brasileño.
- 1978: Keri Lynn Pratt, actriz estadounidense.
- 1978: Anthony Mackie, actor estadounidense.
- 1979: Ricky Davis, baloncestista estadounidense.
- 1979: Mirela Mendoza, actriz y modelo venezolana.
- 1979: Fábio Simplício, futbolista brasileño.
- 1979: Cynthia Urías, actriz y presentadora mexicana.
- 1980: Marcinho Guerreiro, futbolista brasileño.
- 1981: Robert Doornbos, piloto neerlandés de Fórmula 1.
- 1981: Chano Moreno Charpentier, cantante argentino, de la banda Tan Biónica.
- 1981: Natalie Horler, cantante angloalemana, de la banda Cascada.
- 1981: Giovanni Roselli, luchador profesional estadounidense.
- 1981: Martin Ferrario, futbolista estadounidense.
- 1981: Masahiro Iwata, futbolista japonés.
- 1982: Eduardo Nascimento da Costa, futbolista brasileño.
- 1982: Alyssa Sutherland, modelo y actriz australiana.
- 1982: Aina Clotet, actriz española.
- 1982: Carlos Alvarenga, futbolista paraguayo.
- 1982: Bevin Prince, actriz estadounidense.
- 1982: Joe hawley, cantante estadounidense.
- 1983: Leinier Domínguez, ajedrecista cubano.
- 1983: Ryan Seaman, batería estadounidense, de la banda Falling in Reverse.
- 1983: Demar Phillips, futbolista jamaiquino.
- 1983: Richard Spong, futbolista sueco.
- 1984: Ana María Aguilera, actriz colombiana.
- 1984: Jan-Ingwer Callsen-Bracker, futbolista alemán.
- 1984: Matt Kemp, beisbolista estadounidense.
- 1984: Michael Sotillo, futbolista peruano.
- 1984: Anneliese van der Pol, actriz neerlando-estadounidense.
- 1984: CariDee English, modelo estadounidense.
- 1985: Alisa Ganíyeva, escritora rusa.
- 1985: Nahomi Kawasumi, futbolista japonesa.
- 1985: Hidenori Ishii, futbolista japonés.
- 1985: Evi Van Acker, regatista belga.
- 1985: Ariel Rebel, actriz pornográfica y modelo erótica canadiense.
- 1985: Maki Gotō, actriz y cantante japonesa.
- 1985: Cush Jumbo, actriz británica.
- 1985: Dayenne Mesquita, actriz brasileña.
- 1985: Fernando Martínez Arrieta, futbolista peruano.
- 1985: Samper, cantante colombiano.
- 1985: Antonio Cairoli, piloto de motociclismo italiano.
- 1985: Yashira Jordán, directora de cine boliviana.
- 1985: Yevgueni Natsvin, nadador ruso.
- 1985: Hasan Minhaj, actor y humorista estadounidense.
- 1985: Hossein Kaebi, futbolista iraní.
- 1985: Pável Safonkin, remero ruso.
- 1986: Martin Cranie, futbolista británico.
- 1986: Gina-Lisa Lohfink, modelo alemana.
- 1986: Jana Pérez, actriz y modelo española.
- 1987: Skylar Astin, actor estadounidense.
- 1987: María Gonllegos, actriz mexicana.
- 1987: Yū Kobayashi, futbolista japonés.
- 1988: Nicolás Gaitán, futbolista argentino.

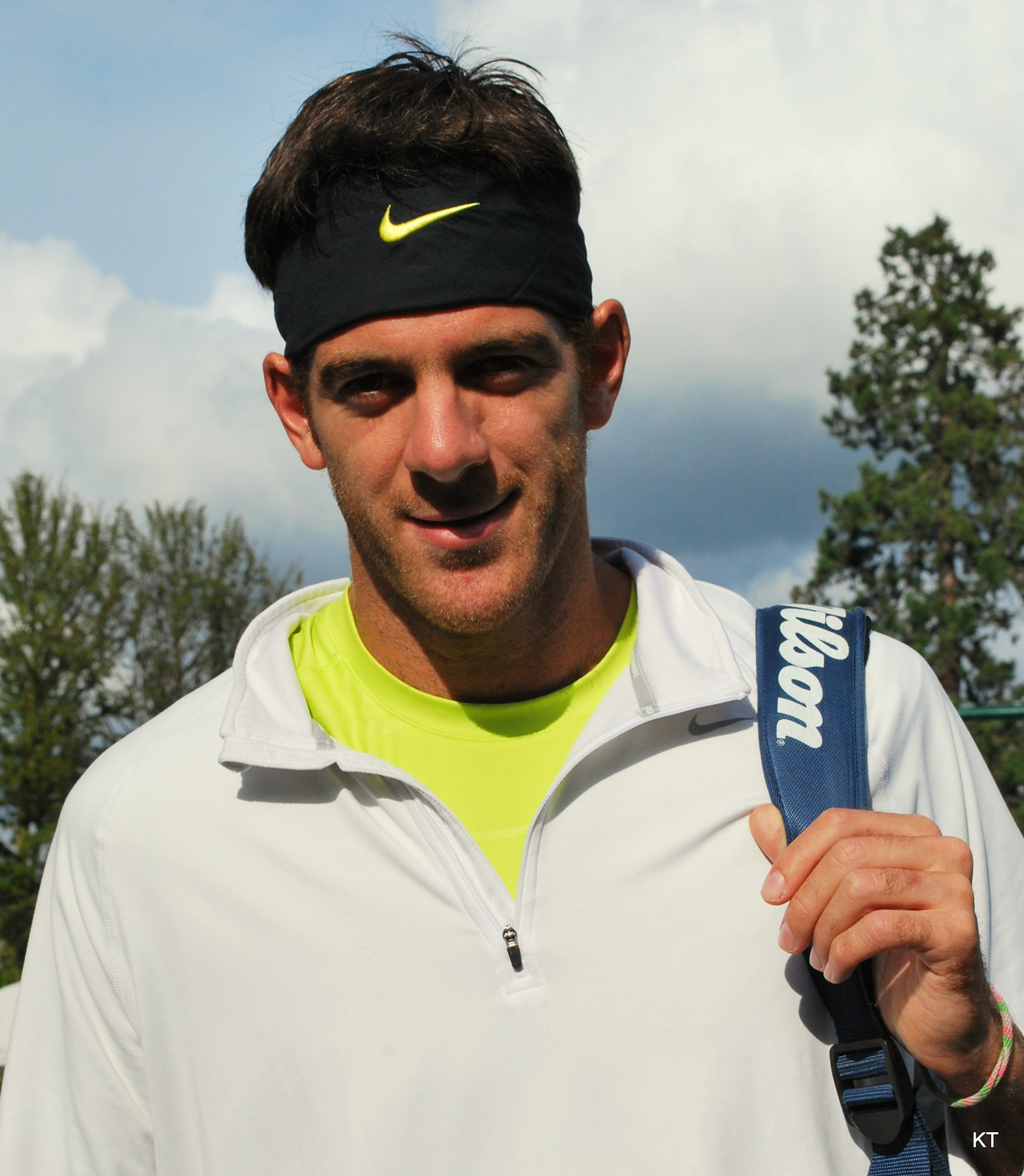
Juan Martín del Potro.

- 1988: Juan Martín del Potro, tenista argentino.
- 1988: Juan Sebastián Quintero, presentador colombiano.
- 1988: Manfred Russell, futbolista costarricense.
- 1988: Romário Pinto de Oliveira Goulart, futbolista brasileño.
- 1988: Chiukepo Msowoya, futbolista malauí.
- 1989: Francesco Cavalieri, cantante italiano.
- 1989: Brandon Jennings, baloncestista estadounidense.
- 1989: Mara Scherzinger, actriz alemana.
- 1989: Sui He, modelo china.

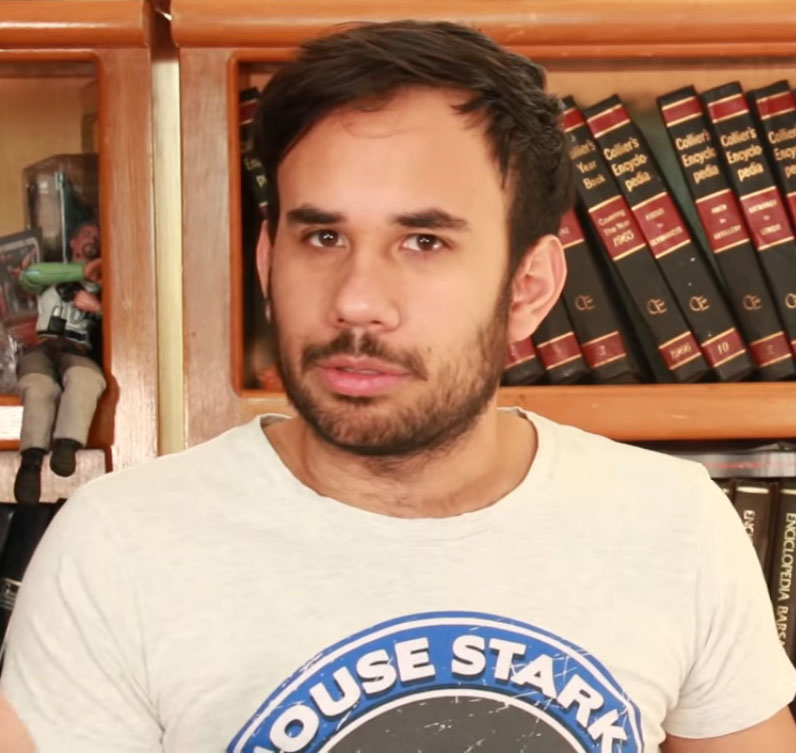
Werevertumorro,

- Werevertumorro,1989: Dani Daniels, actriz pornográfica y modelo erótica.
- 1989: Yuki Oshitani, futbolista japonés.
- 1989: Werevertumorro, youtuber mexicano
- 1990: Çağatay Ulusoy, actor y modelo turco.
- 1990: Anita Hernández, futbolista española.
- 1990: Kōsuke Taketomi, futbolista japonés.
- 1991: Melanie Oudin, tenista estadounidense.
- 1991: Zia Quizon, cantante filipina.
- 1991: Mohammad Ansari, futbolista iraní.
- 1991: Bakhtiar Rahmani, futbolista iraní.
- 1991: Kōki Arita, futbolista japonés.
- 1991: Keiya Nakami, futbolista japonés.
- 1991: Nick van der Lijke, ciclista neerlandés.
- 1991: Lee Alexander, futbolista escocesa.
- 1991: Key, cantante y modelo surcoreano, integrante del grupo SHINee.
- 1991: Stephany Mayor, futbolista mexicana.
- 1992: Pere Milla, futbolista español.
- 1992: Farshad Ahmadzadeh, futbolista iraní.
- 1992: Antonio Nibali, ciclista italiano.
- 1992: Zezinho, futbolista bisauguineano.
- 1992: Iván Sánchez Aguayo, futbolista español.
- 1994: Yerry Mina, futbolista colombiano.
- 1995: Patrick Criado, guitarrista y actor español.
- 1995: Masato Furukawa, futbolista japonés.
- 1996: Yevgueni Rylov, nadador ruso.
- 1996: Mo Adams, futbolista inglés.
- 1996: Lee Hi, cantante surcoreana.
- 1997: Ralf Rienks, remero neerlandés.
- 1997: Antxón Jaso, futbolista español.
- 1997: Richard Križan, futbolista eslovaco.
- 1997: Rohan Campbell, actor canadiense.
- 1997: John Collins, baloncestista estadounidense.
- 1997: Yoanki Mencia, baloncestista cubano.
- 1997: Natalya Diehm, ciclista australiana.
- 1998: Orest Lebedenko, futbolista ucraniano.
- 1998: Joël Schmied, futbolista suizo.
- 1998: Jane Wilde, actriz pornográfica y modelo erótica estadounidense.
- 1998: Jack Woolley, taekwondista irlandés.
- 1998: Facundo Bruera, futbolista argentino.
- 1998: Solène Ndama, atleta francesa.
- 1998: Nicholas Paul, ciclista trinitense.
- 1998: Alexis Bartolomé, baloncestista andorrano.
- 1998: Teitur Örn Einarsson, balonmanista islandés.
- 1998: Molly Carlson, saltadora canadiense.
- 1999: Terry Taylor, baloncestista estadounidense.
- 1999: Yuqi, cantante china, integrante del grupo (G)I-dle.
- 1999: Ellie Roebuck, futbolista inglesa.
- 1999: Mille Gejl, futbolista danesa.
- 1999: Naveen-ul-Haq, jugador de críquet afgano.
- 1999: Eteri Liparteliani, yudoca georgiana.
- 1999: Franco Pulicastro, futbolista argentino.
- 1999: Tomas Jantzon, cómico argentino.
- 1999: Axaule Yerkassimova, taekwondista kazaja.
- 1999: Nuraly Alip, futbolista argelino.
- 1999: Iker Casas, taekwondista mexicano.
- 1999: Emily Stellino, taekwondista australiana.
- 2000: Kalani Hilliker, actriz y modelo estadounidense.
- 2000: Hassan Raed, futbolista iraquí.
- 2003: Finn Surman, futbolista neozelandés.
- 2004: Niccolò Pisilli, futbolista italiano.

## Fallecimientos
- 965: Al-Mutanabbi, poeta del califato abasí (n. 915).
- 1193: Robert de Sablé, caballero francés (n. 1150).
- 1241: Snorri Sturluson, lagman, escritor, poeta e historiador islandés (n. 1178).
- 1350: Ibn Qayyim Al-Jawziyya, jurista musulmán suní (n. 1292).
- 1386: Dan I de Valaquia, gobernante de Valaquia (n. 1354).
- 1390: Juan I de Lorena, aristócrata francés (n. 1346).

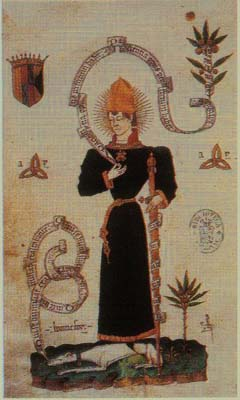
Carlos de Viana.

- 1461: Carlos de Viana, Infante de Aragón y Navarra, Príncipe de Viana y Gerona (n. 1421).
- 1463: Juan de Cosme de Médici, banquero, humanista, artista y mecenas italiano (n. 1421).
- 1508: Beatriz de Nápoles, reina consorte de Hungría (n. 1457).
- 1527: Carlos de Lannoy, aristócrata borgoñón (n. 1487).
- 1535: Catalina de Sajonia-Lauemburgo, reina sueca (n. 1513).
- 1582: Luis III de Montpensier, aristócrata francés (n. 1513).
- 1598: Jacob Mahu, navegante neerlandés (n. ¿?).
- 1604: Gabriel Vázquez, jesuita y teólogo español (n. 1549 o 1551).
- 1605: Pontus de Tyard, obispo y poeta francés (n. 1521).
- 1633: Gregorio Arce de Sevilla, funcionario colonial español (n. ¿?).
- 1633: Juan de Torres Osorio, religioso español (n. 1562).

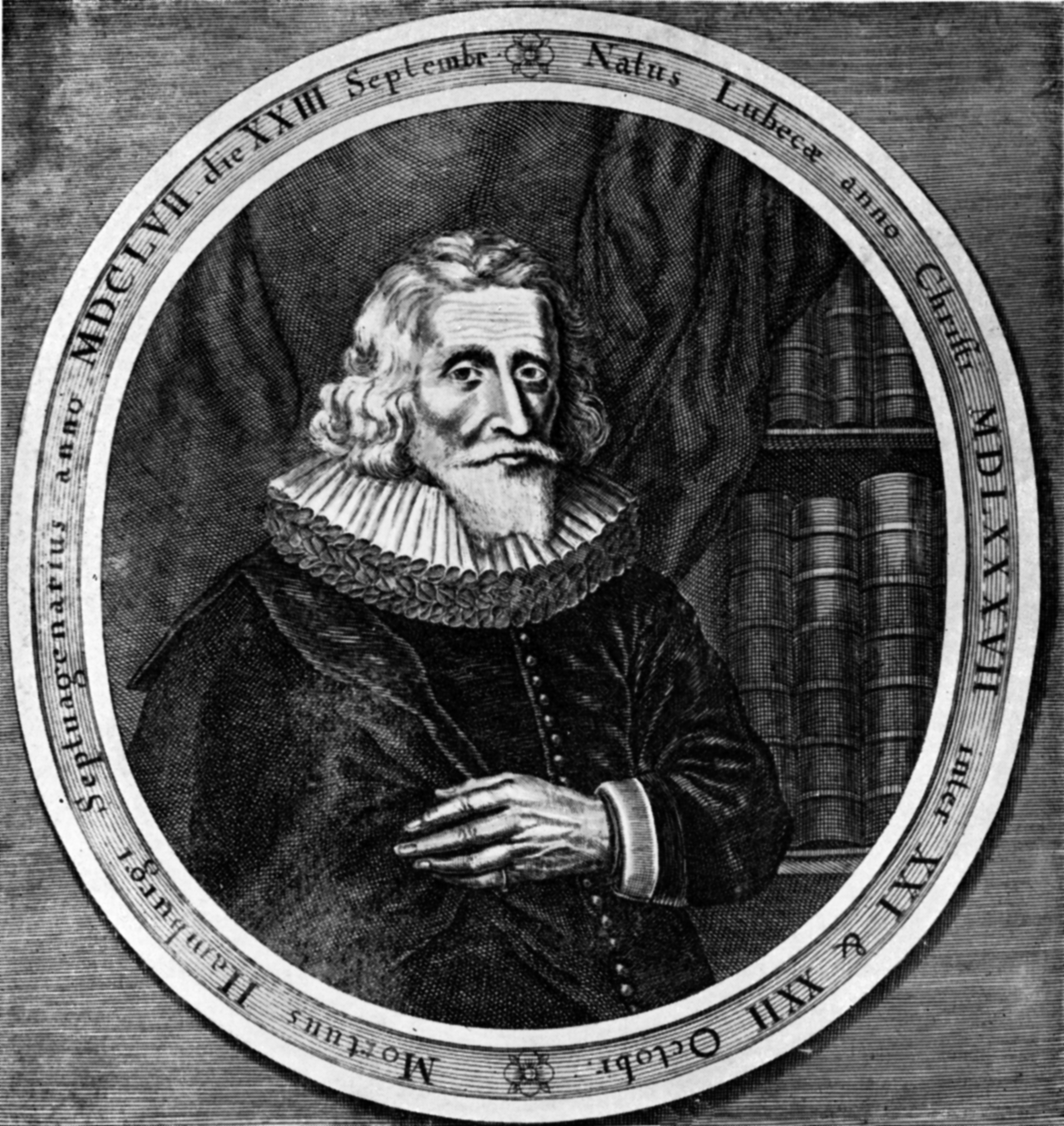
Joachim Jung.

- 1657: Joachim Jung, filósofo y matemático alemán (n. 1587).
- 1666: François Mansart, arquitecto francés (n. 1598).
- 1675: Valentin Conrart, escritor francés (n. 1603).
- 1706: Ana Francisca de Borja y Doria, aristócrata española (n. 1640).
- 1716: Rodrigo Arias Maldonado y Góngora, misionero español (n. 1637).
- 1728: Christian Thomasius, filósofo y escritor alemán (n. 1655).
- 1738: Herman Boerhaave, humanista y físico neerlandés (n. 1668).
- 1773: Johan Ernst Gunnerus, obispo y botánico noruego (n. 1718).
- 1820: François Christophe Kellermann, militar francés (n. 1735).
- 1828: Richard Parkes Bonington, pintor británico (n. 1802).
- 1830: Elizabeth Monroe, mujer estadounidense, esposa del presidente James Monroe (n. 1768).
- 1832: José Félix de Restrepo fue un educador, escritor y abogado neogranadino. (n. 1760).
- 1835: Georg Adlersparre, político, escritor y militar sueco (n. 1760).
- 1835: Vincenzo Bellini, compositor italiano (n. 1801).

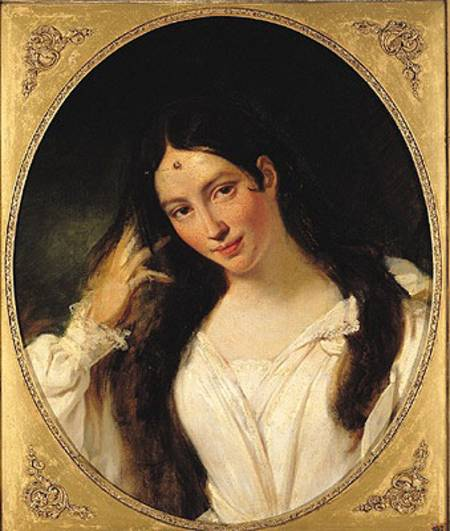
María Malibrán.

- 1836: María Malibrán, cantante de ópera francesa de origen español (n. 1808).
- 1836: Andréi Razumovski, aristócrata y diplomático ruso (n. 1752).
- 1849: Juan Casacuberta, actor argentino (n. 1798).
- 1850: José Gervasio Artigas, prócer uruguayo, «Jefe de los Orientales» y «Protector de los Pueblos Libres» (n. 1764).
- 1851: Jorge Torino, militar argentino (n. 1786).
- 1852: John Vanderlyn, pintor estadounidense (n. 1776).
- 1863: Juan Francisco de Vidal La Hoz, militar y político peruano (n. 1800).

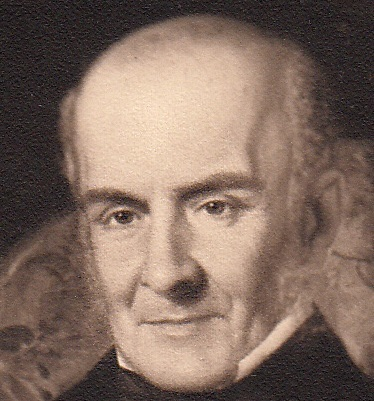
Retrato de Pedro Nolasco Vergara Albano (1800 - 1867)

- 1867: Pedro Nolasco Vergara Albano, político chileno (n. 1800).
- 1869: Johann Georg von Hahn, diplomático y filólogo austríaco (n. 1811).
- 1870: Prosper Mérimée, escritor e historiador francés (n. 1803).
- 1870: Valeriano Domínguez Bécquer, pintor español (n. 1833).
- 1871: Anselmo Llorente y La Fuente, obispo costarricense (n. 1800).
- 1871: Louis-Joseph Papineau, político canadiense (n. 1786).
- 1873: Jean Chacornac, astrónomo francés (n. 1823).
- 1874: Santiago Arcos, ensayista y político chileno (n. 1822).
- 1877: Urbain Le Verrier, matemático francés (n. 1811).
- 1882: Friedrich Wöhler, químico y pedagogo alemán (n. 1800).

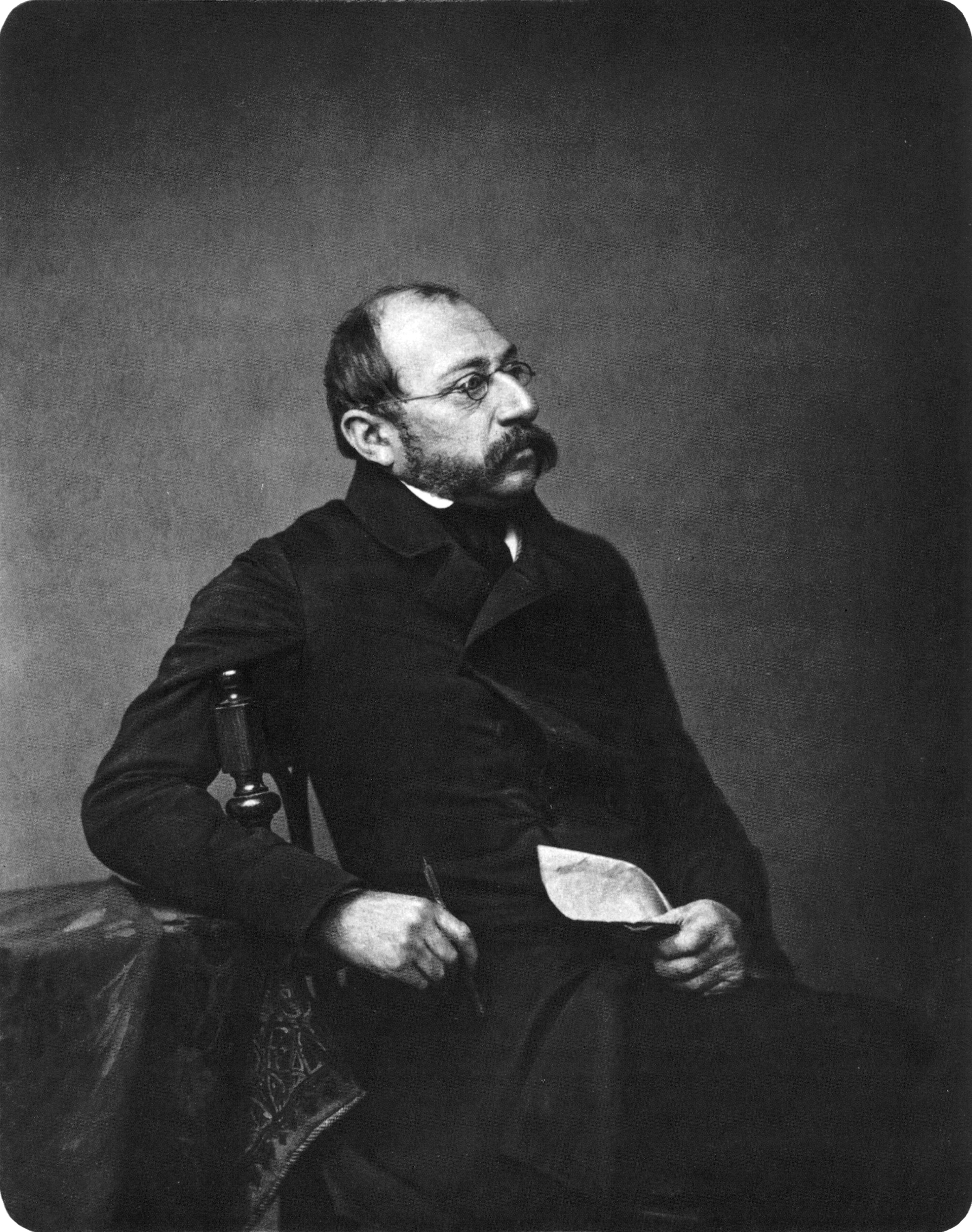
Carl Spitzweg.

- 1885: Carl Spitzweg, pintor alemán (n. 1808).
- 1888: François Achille Bazaine, mariscal francés (n. 1811).
- 1889: William Wilkie Collins, novelista británico (n. 1824).
- 1891: Andrés Lamas, escritor uruguayo (n. 1817).
- 1896: Ivar Aasen, filólogo noruego (n. 1813).
- 1896: Ricardo Gutiérrez, cirujano y poeta argentino (n. 1836).
- 1900: Arsenio Martínez Campos, militar y político español (n. 1831).
- 1902: John Wesley Powell, explorador estadounidense (n. 1834).
- 1904: Émile Gallé, artista francés (n. 1846).
- 1905: Giuseppe Sacconi, arquitecto italiano (n. 1854).
- 1912: María Teresa de Borbón, Infanta de España y princesa de Baviera. (n. 1882).
- 1913: Donato Álvarez, general argentino (n. 1825).
- 1915: Frederick Hamilton Davey, botánico británico (n. 1868).
- 1917: Werner Voss, aviador alemán (n. 1897).
- 1919: Seth Bullock, comerciante, ranchero y alguacil estadounidense (n. 1849).
- 1920: Juan Manuel Cafferata, político argentino (n. 1852).
- 1928: María Larraín de Vicuña, activista y escritora chilena (n. ¿?).
- 1929: Richard Zsigmondy, químico austriaco, premio nobel en 1925 (n. 1865).
- 1930: Manuel Sebastián Campos Sánchez, político chileno (n. 1853).
- 1932: Jules Chéret, pintor francés (n. 1836).
- 1936: Rafael Salazar Alonso, político español (n. 1895).
- 1937: Cleto González Víquez, político costarricense (n. 1858).

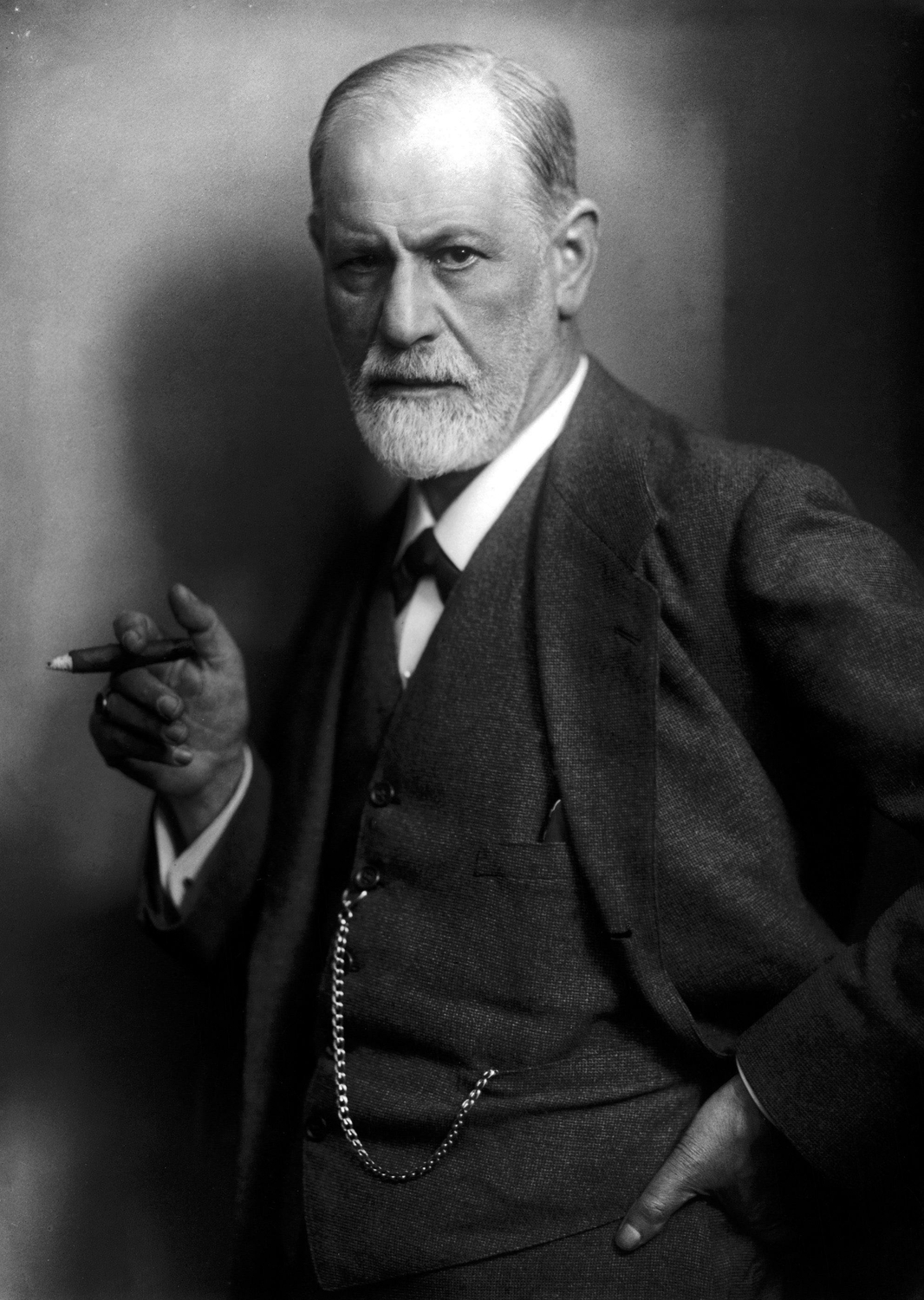
Sigmund Freud.

- 1939: Sigmund Freud, neurólogo y psiquiatra austríaco (n. 1856).
- 1939: Floyd Gibbons, periodista estadounidense (n. 1887).
- 1939: Francisco León de la Barra, político mexicano (n. 1863).
- 1939: Jimmy Windridge, futbolista británico (n. 1882).
- 1940: Fusajiro Yamauchi, empresario japonés, fundador de Nintendo (n. 1859).
- 1941: Delfín Lévano, revolucionario peruano (n. 1885).
- 1942: Alfredo Carricaberry, futbolista argentino (n. 1900).
- 1943: Salvo D'Acquisto, militar italiano (n. 1920).
- 1943: Ernst Trygger, político sueco (n. 1857).
- 1945: Honorio Pueyrredon, catedrático y político argentino (n. 1876).
- 1950: Sam Barry, baloncestista y entrenador estadounidense (n. 1892).
- 1953: Carlos Haverbeck Richter, político chileno (n. 1894).
- 1959: George Padmore, político trinitense (n. 1902).
- 1962: Patrick Hamilton, escritor británico (n. 1904).
- 1964: Fred M. Wilcox, cineasta estadounidense (n. 1907).
- 1967: Giovanni Barrella, escritor y pintor italiano (n. 1884).
- 1968: Pío de Pietrelcina, capuchino y santo italiano (n. 1887).
- 1970: Esteban de Bilbao Eguía, político español (n. 1879).
- 1970: Bourvil, actor y cantante francés (n. 1917).
- 1970: Mariano Castillo, ajedrecista chileno (n. 1905).
- 1970: John Gawsworth, escritor británico (n. 1912).
- 1971: Billy Gilbert, actor y humorista estadounidense (n. 1894).
- 1972: Emilio Azcárraga Vidaurreta, empresario mexicano (n. 1895).
- 1972: Nikolái Turovérov, escritor ruso (n. 1899).

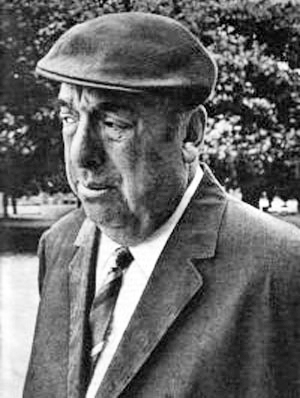
Pablo Neruda.

- 1973: Pablo Neruda, diplomático y escritor chileno, premio nobel de literatura en 1971 (n. 1904).
- 1973: Alexander Sutherland Neill, pedagogo británico (n. 1883).
- 1974: José Alvarado Santos, escritor y periodista mexicano (n. 1911).
- 1974: Cliff Arquette, actor estadounidense (n. 1905).
- 1976: Raúl Soulés Baldó, médico y político venezolano (n. 1907).
- 1981: Chief Dan George, actor y escritor canadiense (n. 1899).
- 1981: Francisco Labbé Labbé, político chileno (n. 1897).
- 1984: Octavio Suárez, piloto de carreras argentino (n. 1932).
- 1984: Tilsa Tsuchiya, pintora peruana (n. 1929).
- 1987: Homero Expósito, poeta y letrista argentino de tangos (n. 1918).
- 1987: Bob Fosse, actor, coreógrafo y cineasta estadounidense (n. 1927).
- 1988: Luis Losada, periodista español (n. 1929).
- 1988: Tibor Sekelj, escritor y explorador yugoslavo (n. 1912).
- 1989: Julio Corzo, político argentino (n. 1927).
- 1992: Arístides Bastidas, periodista venezolano (n. 1924).
- 1992: Roberto Rodríguez Luna, guitarrista y cantante estadounidense (n. 1927).
- 1992: Mary Santpere, actriz española (n. 1913).

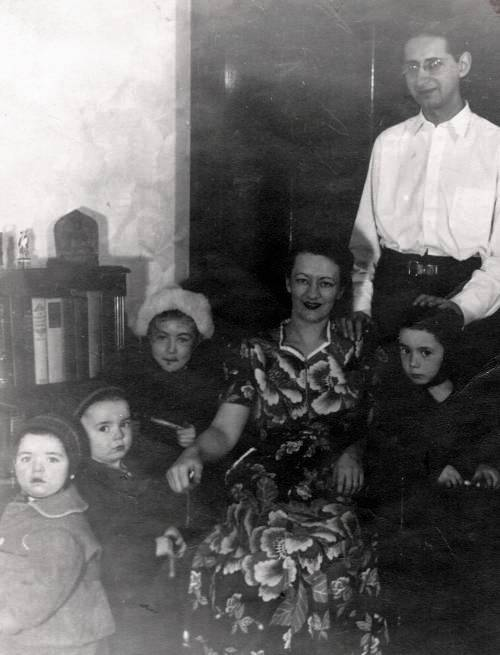
Robert Bloch con su esposa Marion y sus hijos.

- 1994: Robert Bloch, escritor estadounidense (n. 1917).
- 1994: Madeleine Renaud, actriz francesa (n. 1900).
- 1995: Booker T. Laury, cantante y pianista estadounidense (n. 1914).
- 1996: Fujiko F. Fujio, mangaka japonés (n. 1933).
- 1998: Thelma del Río, actriz argentina (n. 1926).
- 2000: Aída Poblete, pintora chilena (n. 1914).
- 2000: Aurelio Rodríguez, beisbolista mexicano (n. 1947).
- 2001: Elton Hayes, guitarrista y actor británico (n. 1915).
- 2001: Eugenio Hirsch, artista austríaco (n. 1923).
- 2001: Emilio Saraco, artista argentino (n. 1912).
- 2002: Eduard Gufeld, ajedrecista ucraniano (n. 1936).
- 2003: Paul Almásy, fotógrafo húngaro (n. 1906).
- 2004: André Hazes, cantante neerlandés (n. 1951).

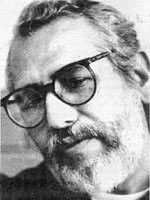
Filiberto Ojeda Ríos.

- 2005: Filiberto Ojeda Ríos, revolucionario independentista puertorriqueño (n. 1933).
- 2006: Malcolm Arnold, compositor británico (n. 1921).
- 2006: Tim Rooney, actor estadounidense (n. 1947).
- 2007: Renzo Barbieri, escritor y dibujante italiano (n. 1940).
- 2007: Pepe Marchena (bailaor), bailaor flamenco español (n. 1941).
- 2008: Pedro Masó, director y productor de cine español (n. 1927).
- 2010: Stephen Pace, pintor estadounidense (n. 1918).
- 2010: Fernando Riera, futbolista y entrenador chileno (n. 1920).
- 2011: Josep Maria Sarriegui, periodista español (n. 1961).
- 2011: José Miguel Varas, locutor, periodista y escritor chileno (n. 1928).
- 2012: Pável Grachov, militar y político soviético (n. 1948).
- 2014: Antònia Fontanillas Borràs, anarcosindicalista española (n. 1917).
- 2018: Charles K. Kao, ingeniero eléctrico, profesor e investigador chino, premio nobel de física en 2009 (n. 1933).
- 2020: Juliette Gréco, cantante francesa (n. 1927).
- 2022: Louise Fletcher (88), actriz estadounidense (n. 1934).

## Celebraciones
- Día Internacional contra la Explotación Sexual y la Trata de Personas.[4]
- Día Internacional de las Lenguas de Señas.
- Día Internacional de la Bisexualidad.[5]
- Día Mundial del Síndrome de Piernas Inquietas.[6]La enfermedad de Willis-Ekbom es un trastorno neurológico del movimiento en las extremidades inferiores que causa hormigueo, dolor, picor y sensación de tensión, en especial durante periodos de relajación.

 Por países
(Por orden alfabético)
- Arabia Saudita:
  - Día Nacional.[7]

- Argentina:
  - Día de las Bibliotecas Populares.[8]
  - Día Nacional de los Derechos Políticos de la Mujer.[9]
  - Día Nacional del Politólogo.[10]
    -  Día de la Especialidad Inteligencia de la Fuerza Aérea Argentina. Se estableció en el año 2013 (Resolución n.º 1020 del 10 de septiembre de 2013-BAR n.º 2309).

- Bolivia
  - Día Nacional del Pueblo afroboliviano.

- Brunéi:
  - Día del Maestro.

- Estados Unidos:
  - Día Nacional del Comercializador de Campo.
(en inglés: Field Marketer´s Day).
  - Día de Agradecimiento a las Pelirrojas y Pelirrojos.
(en inglés: Redhead Appreciation Day).

- Kirguistán:
  - Día del Idioma Kirguís.

- Lituania:
  - Día Conmemorativo del Holocausto.

- Perú:
  - Día de la Primavera y la Juventud.[11]Celebración establecida específicamente en esta fecha por el Gobierno del Perú.

- Puerto Rico:
  - Día del Grito de Lares.

### Santoral católico

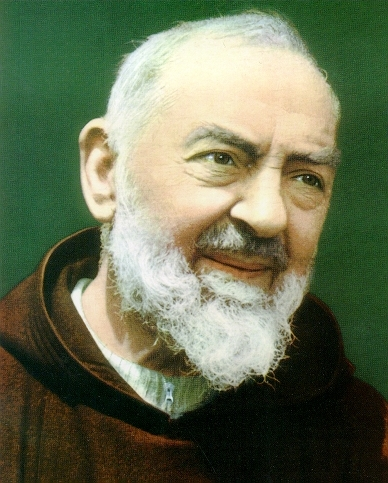
Retrato oficial del padre Pío.

- San Pío de Pietrelcina Forgione, presbítero (1968).
- Santos Zacarías e Isabel.
- Santa Tecla de Iconio, virgen y mártir.
- San Lino, papa (s. I).
- San Sosso de Misena, diácono y mártir (305).
- San Constancio de Ancona, mansionario (s. V).
- San Adamnano de Hy, presbítero y abad (704).
- Santos Andrés, Juan, Pedro y Antonio de Siracusa, mártires (881).
- Beato Pedro Acotanto, monje (1187).
- Beata Elena Duglioli Dall’Olio (1520).
- Santos Cristóbal, Antonio y Juan, mártires (1527-1529).
- Beato Guillermo Way, presbítero y mártir (1588).
- Beata María Emilia Tavernier, religiosa (1851).
- Beato Vicente Ballester Far, presbítero y mártir (1936).
- Beatas Sofía Ximénez Ximénez, María de la Purificación de San José Ximénez y María Josefa del Río Mesa, mártires (1936).
- Beata Bernardina Jablonska, virgen y fundadora (1940).
- Beato José Stanek, presbítero y mártir (1944).